# Саксен-Кобург-Готская династия
Са́ксен-Кобу́рг-Го́та (до 1826 года — Саксен-Кобург-Заальфе́льд) — ветвь Эрнестинской линии древней саксонской династии Веттинов, герцогская династия в герцогстве Саксен-Кобург-Заальфельд (с 1826 года — Саксен-Кобург-Гота), а также правящая королевская династии в Бельгии, а ранее и в Болгарии и Великобритании.

## История
Родоначальником династии является Иоганн Эрнст (1658—1729), один из семи сыновей Эрнста I, герцога Саксен-Готского и Саксен-Альтенбургского из Эрнестинской ветви древней саксонской династии Веттинов. После смерти отца по разделу с братьями 1680 года он получил Саксен-Кобург-Заальфельд. После смерти нескольких бездетных братьев в 1699 произошло перераспределение их владений, в результате чего Иоганн Эрнст получил Кобург, а династия получила название Саксен-Кобург-Заальфельдской. Окончательно этот раздел был закреплён в 1735 году.
Позже династия разделилась на несколько ветвей. Один из потомков основателя, Эрнст I, герцог Саксен-Кобург-Заафельдский с 1806 года, после угасания Готско-Альтенбургской линии по соглашению, заключённому в 1826 году с представителями других представителей владетельных Эрнестинских линий, отказался от Заальфельда, получив взамен Готу, после чего стал использовать титул герцога Саксен-Кобург-Готского.
Старшая линия рода пошла от Эрнста II, герцога Саксен-Кобург-Готского, старшего из сыновей Эрнста I. Её представители управляли герцогством до 1918 года. В настоящее время главой рода является Андреас, принц Саксен-Кобург-Готский, герцог Саксонии (родился в 1943).
От второго сына Эрнста I, Альберта Саксен-Кобург-Готского, который женился на королеве Великобритании Виктории, пошла британская ветвь. Её первым представителем на британском престоле в 1901 году стал старший из родившихся в этом браке сыновей Эдуард VII. В конце Первой мировой войны сын и преемник Эдуарда Георг V избавился от немецкого названия, переименовав династию из Саксен-Кобург-Готской в Виндзорскую (1917). Потомство королевы Елизаветы II и её мужа герцога Эдинбургского фактически уже принадлежит к датской династии Глюксбургов. Их фамилия по документам — Маунтбеттен-Виндзор, так как Филипп перед браком принял англизированную фамилию Маунтбеттен, по матери (принадлежавшей к Баттенбергам — морганатической ветви Гессенского дома). Однако официальное название правящей династии и после Елизаветы II по-прежнему остаётся «Виндзорская».
В Бельгии династия правит с самого начала бельгийской государственности — с 1831 года, когда на трон взошёл брат Эрнста I Леопольд, потомки которого занимают бельгийский престол до сих пор. Именно благодаря Леопольду I представители династии смогли стать правителями ряда европейских государств. Кроме того, дочь Леопольда Шарлотта стала супругой императора Мексики Максимилиана I. После Первой мировой войны король Альберт I изменил немецкую фамилию династии на de Belgique (во французском написании) — Van België (в нидерландском написании).
Племянник Эрнста Фердинанд Саксен-Кобург-Когари женился на португальской королеве Марии II. Их потомки (как члены династии Браганса-Кобург) правили в Португалии до 1910 года, когда там была провозглашена республика.
Племянник Фердинанда, также Фердинанд, стал князем (а позже — царём) Болгарии, где монархия пала в 1946 году. Глава королевского дома Болгарии, бывший царь Симеон II, в 2001 году стал премьер-министром страны и оставался им до 2005 года. Это был первый случай, когда бывший монарх вновь возвратился к власти путём демократических выборов.
Представительницей Саксен-Кобург-Готского дома была и Анна Фёдоровна, супруга цесаревича Константина Павловича. Королеве Виктории она приходилась родной тёткой, а первому бельгийскому королю Леопольду — сестрой.

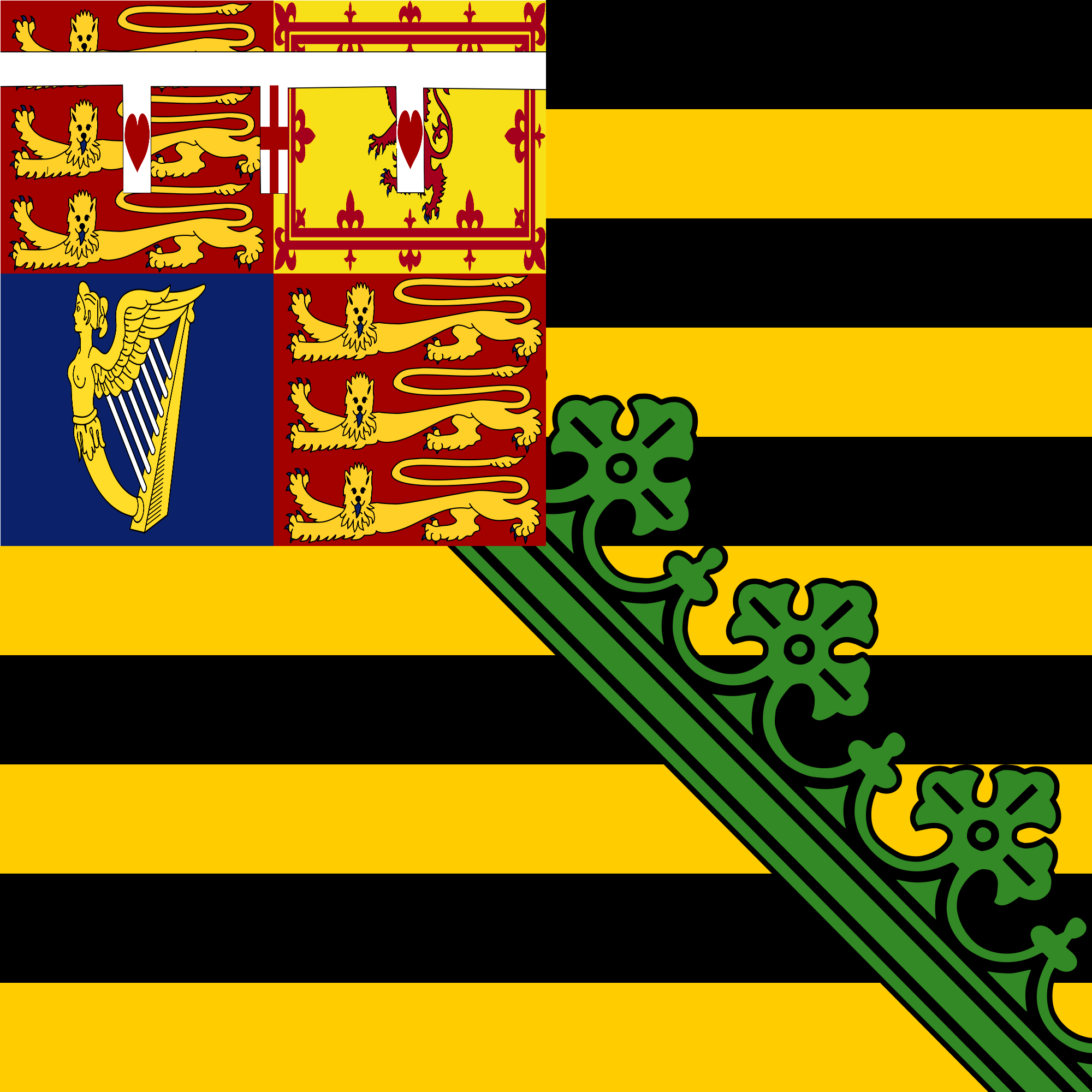
Флаг Саксен-Кобург-Готского герцогства (1826—1920), оформленный королевой Викторией

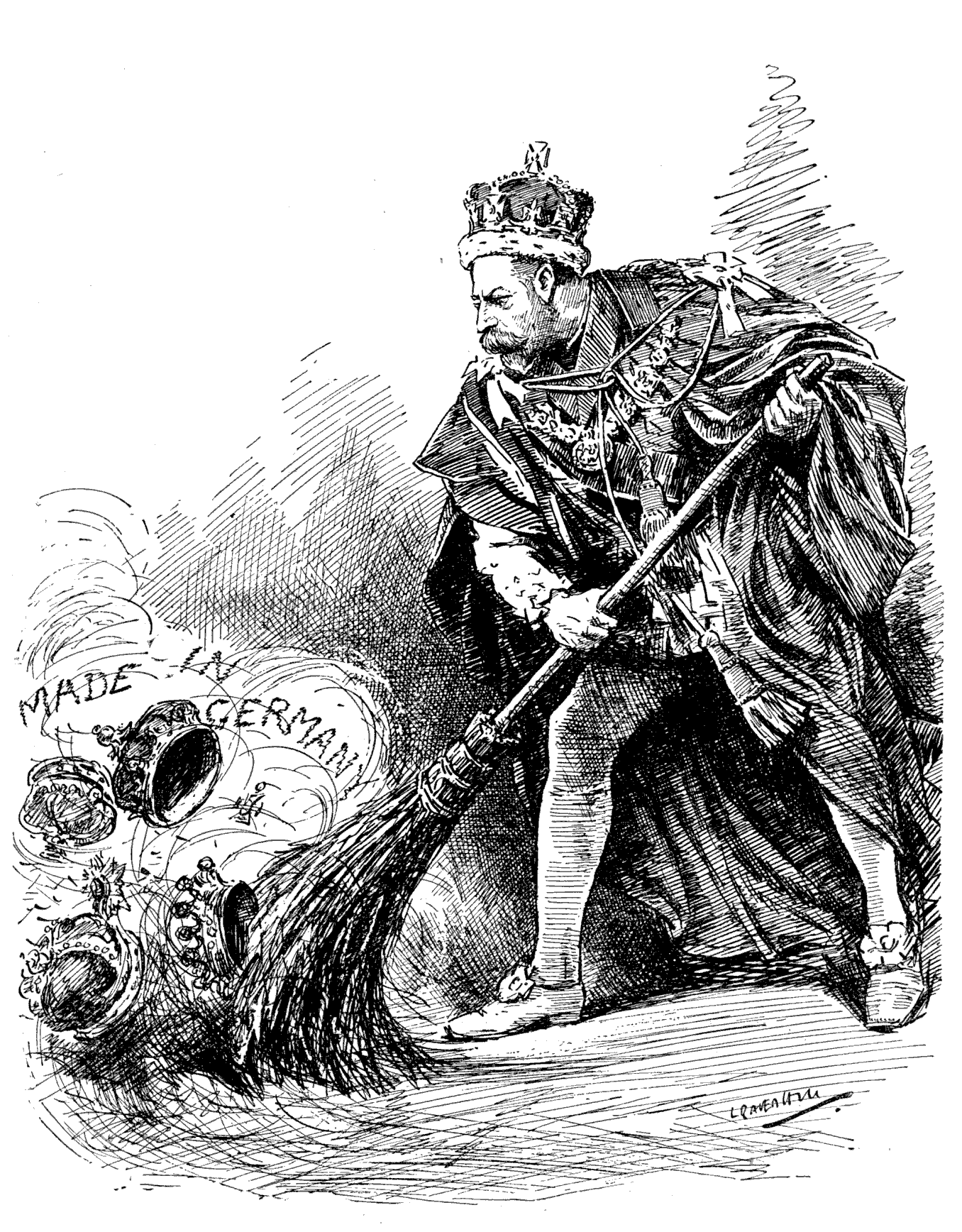
«Туда им и дорога. (Король совершил популярный поступок, избавившись от германских титулов среди членов семьи Его Величества.)» Карикатура на короля Георга V, отменившего из-за германофобии все немецкие титулы своих родственников, журнал «Панч» 1917

## Правители

### Герцоги Саксен-Кобург-Готские (1826—1918)
- Эрнст I (1826—1844)
- Эрнст II (1844—1893)
- Альфред (1893—1900)
- Карл-Эдуард (1900—1918)

### Короли Бельгии (с 1830 года)
- Леопольд I (1831—1865)
- Леопольд II (1865—1909)
- Альберт I (1909—1934), с 1921 года как Бельгийская династия
- Леопольд III (1934—1951, отречение)
- Бодуэн (1951—1993)
- Альберт II (1993—2013, отречение)
- Филипп (2013 — наст. вр.)

### Короли Португалии (1837—1910)
Представители Кобургской линии Брагансского дома.
- Фернанду II (1837—1853)
- Педру V (1853—1861)
- Луиш I (1861—1889)
- Карлуш I (1889—1908, убит)
- Мануэл II (1908—1910, свергнут)

### Князья и цари Болгарии (1887—1946)
- Фердинанд I (князь в 1887—1908, царь в 1908—1918, отречение)
- Борис III (1918—1943)
- Симеон II (1943—1946), премьер-министр Болгарии в правительстве Симеона Саксен-Кобург-Готского c 24.07.2001 по 17.08.2005, лидер партии «Симеон II».

### Короли Великобритании (1901—2022)
- Эдуард VII (1901—1910)
- Георг V (1910—1936, с 1917 как Виндзорская династия)
- Эдуард VIII (1936, отречение)
- Георг VI (1936—1952)
- Елизавета II (1952—2022)